# Умарбек Рахманкулов
Умарбек Маратович Рахманкулов (род. 9 декабря 1988, Ташкент) — узбекский журналист, телеведущий, организатор молодёжных культурных событий. Председатель Ассоциации Весёлых и находчивых Узбекистана (QVZ) с 2020 года, ведущий телевизионного конкурса QVZ с 2015 года.

## Биография
Родился и вырос в Ташкенте. Окончил 9-ю среднюю школу Юнусабадского района (2006), степень бакалавра геологии (гидрогеология) получил в Национальном университете Узбекистана (2012), затем магистра журналистики (2016).

## Карьера
С 2012 по 2014 год работал на телеканале «Спорт» (Узбекистан): вёл утреннюю программу «Спорт Экспресс» и готовил репортажи для программы «Хабарлар». Позже работал специалистом в Uzinfocom, тьютором в Ташкентском государственном экономическом университете, а также начальником отдела интернета и соцсетей в Центре духовности и просветительства при Министерстве высшего и среднего специального образования.
С 2015 года — ведущий QVZ, узбекского аналога КВН. В марте 2020 года по инициативе президента Ш. Мирзиёева была создана Ассоциация Весёлых и находчивых Узбекистана, председателем которой избран Рахманкулов. Конкурс транслируется на телеканале ZO'R TV, включает Премьер‑лигу (трансляция финала — 1 сентября) и Высшую лигу (трансляция финала — 1 января). В Премьер‑лиге он — председатель жюри, в Высшей — ведущий.

## Семья
С 10 октября 2020 года женат на Игамбердиевой Кимёхон Хисомиддин кизи (ныне Рахманкулова Игамбердиева Кимёхон Хисомиддин кизи). Двое сыновей — Суръат Умарбекович (р. 5 августа 2021) и Марат Умарбекович (р. 1 июля 2023). Имеет двух сестёр — Саломат (р. 7 июня 1990) и Азиза (р. 21 мая 1999); отец — Рахманкулов Марат Махмудович (1962–2004), мать — Рахманкулова Гульчехра Суръатовна (р. 19 октября 1965).